# Diocesi di Kahama
La diocesi di Kahama (in latino Dioecesis Kahamaënsis) è una sede della Chiesa cattolica in Tanzania suffraganea dell'arcidiocesi di Tabora. Nel 2021 contava 680.580 battezzati su 3.389.460 abitanti. È retta dal vescovo Christopher Ndizeye Nkoronko.

## Territorio
La diocesi comprende il distretto di Bukombe nella regione di Geita e i distretti di Kahama urbano e di Kahama rurale nella parte occidentale della regione di Shinyanga in Tanzania.
Sede vescovile è la città di Kahama, dove si trova la cattedrale di San Carlo Lwanga.
Il territorio è suddiviso in 31 parrocchie.

## Storia
La diocesi è stata eretta l'11 novembre 1983 con la bolla Quoniam opus di papa Giovanni Paolo II, ricavandone il territorio dall'arcidiocesi di Tabora.

## Cronotassi dei vescovi
Si omettono i periodi di sede vacante non superiori ai 2 anni o non storicamente accertati.
- Matthew Shija † (11 novembre 1983 - 24 aprile 2001 ritirato)
- Ludovick Joseph Minde, O.S.S. (24 aprile 2001 - 2 dicembre 2019 nominato vescovo di Moshi)[1]
  - Sede vacante (2019-2022)
- Christopher Ndizeye Nkoronko, dal 23 giugno 2022

## Statistiche
La diocesi nel 2021 su una popolazione di 3.389.460 persone contava 680.580 battezzati, corrispondenti al 20,1% del totale.
| anno | popolazione | popolazione | popolazione | presbiteri | presbiteri | presbiteri | presbiteri                | diaconi | religiosi | religiosi | parrocchie |
| anno | battezzati  | totale      | %           | numero     | secolari   | regolari   | battezzati per presbitero | diaconi | uomini    | donne     | parrocchie |
| ---- | ----------- | ----------- | ----------- | ---------- | ---------- | ---------- | ------------------------- | ------- | --------- | --------- | ---------- |
| 1990 | 62.958      | 510.752     | 12,3        | 19         | 16         | 3          | 3.313                     |         | 3         | 19        | 7          |
| 1999 | 92.571      | 793.989     | 11,7        | 23         | 17         | 6          | 4.024                     |         | 6         | 26        | 7          |
| 2000 | 90.422      | 952.348     | 9,5         | 20         | 14         | 6          | 4.521                     |         | 6         | 20        | 7          |
| 2001 | 105.948     | 1.043.079   | 10,2        | 22         | 15         | 7          | 4.815                     |         | 7         | 23        | 7          |
| 2002 | 119.767     | 968.286     | 12,4        | 27         | 19         | 8          | 4.435                     |         | 8         | 22        | 7          |
| 2003 | 110.705     | 1.088.875   | 10,2        | 26         | 17         | 9          | 4.257                     |         | 9         | 24        | 10         |
| 2004 | 112.579     | 1.139.933   | 9,9         | 30         | 16         | 14         | 3.752                     |         | 14        | 21        | 9          |
| 2006 | 255.370     | 1.225.208   | 20,8        | 33         | 16         | 17         | 7.738                     |         | 17        | 25        | 17         |
| 2011 | 338.581     | 1.383.000   | 24,5        | 42         | 21         | 21         | 8.061                     |         | 21        | 38        | 18         |
| 2013 | 387.117     | 1.468.000   | 26,4        | 34         | 21         | 13         | 11.385                    |         | 14        | 43        | 21         |
| 2016 | 597.891     | 2.987.767   | 20,0        | 28         | 19         | 9          | 21.353                    |         | 10        | 57        | 22         |
| 2019 | 640.270     | 3.188.700   | 20,1        | 39         | 23         | 16         | 16.417                    |         | 19        | 70        | 31         |
| 2021 | 680.580     | 3.389.460   | 20,1        | 40         | 27         | 13         | 17.014                    |         | 16        | 70        | 31         |